# Günay Güvenç
Günay Güvenç oder Günay Güvenc (* 25. Juli 1991 in Neu-Ulm) ist ein deutsch-türkischer Fußballspieler. Er spielt auf der Position des Torhüters.

## Karriere

### Vereine
Güvenç spielte in seiner Jugend für den SSV Ulm 1846 und wechselte 2009 zu den A-Junioren der Stuttgarter Kickers. Bereits nach der Winterpause sammelte er in der Oberliga Baden-Württemberg seine erste Erfahrungen im Seniorenfußball und wurde zum Ersatzkeeper der ersten Mannschaft. In der Saison 2010/11 absolvierte Güvenc schließlich auch fünf Spiele für die erste Mannschaft in der Regionalliga Süd. In der darauf folgenden Saison wurde Güvenc im Winter Stammtorhüter der Kickers, jedoch verletzte er sich schwer bei einem Heimspiel gegen den FC Ingolstadt II, sodass er für längere Zeit ausfiel. Am 24. November 2012, beim Heimspiel gegen den SV Darmstadt 98, gab Güvenc sein Comeback nach seiner Verletzung und absolvierte gleichzeitig sein erstes Profispiel in der 3. Liga. 
Zur Saison 2013/14 wechselte Güvenc zum türkischen Erstligisten Beşiktaş Istanbul. Dieser Verein lieh Güvenç für die Rückrunde 2013/14 an den türkischen Zweitligisten Adanaspor aus. Für die Saison 2014/15 wurde er an den Erstligisten Mersin İdman Yurdu ausgeliehen. Ohne einen Pflichtspieleinsatz für Mersin İY kehrte er im September 2014 zu Beşiktaş zurück.
Sein erster Einsatz für Beşiktaş war im März 2015 gegen den Stadtrivalen Fenerbahçe Istanbul, wo er für den verletzten Tolga Zengin ins Spiel kam. Im Sommer 2016 wechselte er zum Zweitligisten Göztepe Izmir. In seiner ersten Saison für Göztepe stieg Güvenç mit seinen Teamkollegen in die Süper Lig auf. Im Play-off-Finale besiegte Göztepe, Eskişehirspor nach Elfmeterschießen mit 4:3. Güvenç hielt dabei zwei von fünf Elfmetern. Während Vorbereitung zur Saison 2018/19 wechselte er zu Gaziantep FK. Nach dem schweren Erdbeben in der Türkei im Februar 2023 spielte Güvenç leihweise für Kasımpaşa Istanbul. Zur Saison 2023/24 verpflichtete Galatasaray Istanbul ihn für eine Ablöse von 250.000 Euro.

### Nationalmannschaft
2013 bestritt Güvenç zwei Spiele für die zweite Auswahl der türkischen Nationalmannschaft.

## Erfolge
Besiktas Istanbul
- Türkischer Meister: 2015/16

Göztepe Izmir
- Aufstieg in die Süper Lig: 2017

Gaziantep FK
- Aufstieg in die Süper Lig: 2019

Galatasaray Istanbul
- Türkischer Meister (2): 2023/24, 2024/25
- Türkischer Fußballpokal: 2024/25